# 馬勒斯蒂格米塔格斯科格爾山
46°31′28″N 13°52′51″E / 46.52444°N 13.88083°E

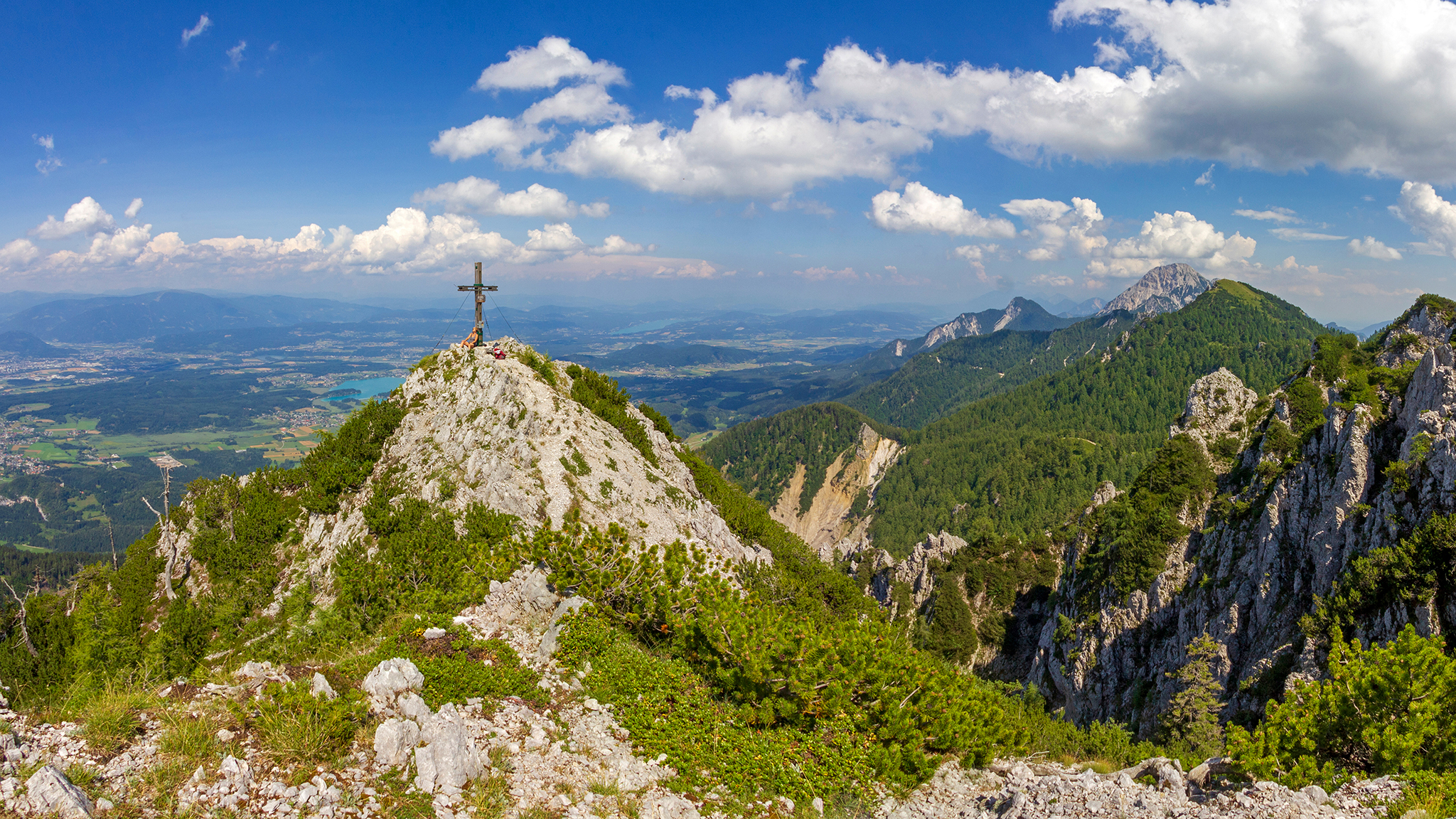

馬勒斯蒂格米塔格斯科格爾山（德語：Mallestiger Mittagskogel），是奧地利的山峰，位於該國南部，由克恩頓州負責管轄，屬於卡拉萬克斯山脈的一部分，海拔高度1,801米，人類在1823年首次登頂。